# Gregoriusfest

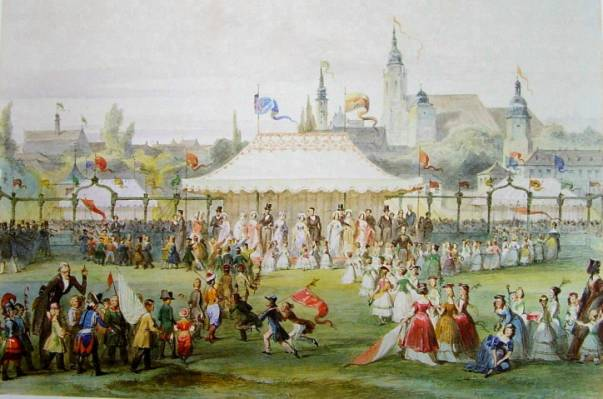
Das Gregoriusfest in Coburg 1845

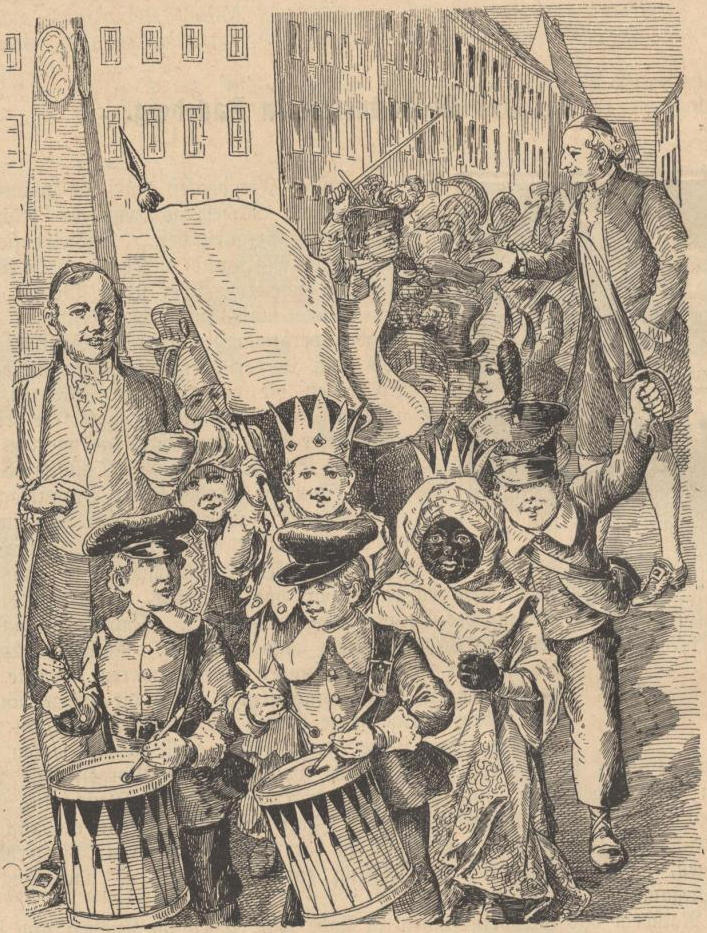
Das Gregoriusfest in Radeberg

Das Gregoriusfest ist ein Schul- und Kinderfest, das wohl mehr als 1000 Jahre Tradition hat. Als Stifter gilt Papst Gregor IV., der 830 anlässlich der Umbettung der Gebeine von Papst Gregor I. eine Kinderprozession anordnete. Ohnehin wurde Gregor I. auch als „Kinderbischof“ bezeichnet, da er sich um die Bildung von Kindern bemühte. Er gilt u. a. als Patron der Studenten und Schüler. Zum Schluss der Winterschule – die Kinder wurden im Sommer zur Feldarbeit gebraucht – vor Ostern oder auch zum 12. März, dem Todestag von Gregor I., gab es nach den Prüfungen Gebäck und Zuckerwerk und schließlich auch Spiel und Tanz.
Im 18. Jahrhundert hielt man aufgrund der Elemente dieses Festes und mancher anderer Hinweise die römischen Minerva-Feierlichkeiten (Quinquatrus) für Vorläufer der Gregorius-Umzüge.
In Mittel- und Süddeutschland und in Österreich waren die Gregoriusfeste seit dem Mittelalter mit Heischebräuchen, Umzügen und dem sog. Gregori-Singen lebendig, besonders im oberfränkischen (zum Beispiel  in Kasendorf, Pegnitz, Schnabelwaid, Creussen, Thurnau) und thüringischen Raum (zum Beispiel  in Stadtilm), aber auch etwa in Donaueschingen wird das Gregoriusfest heute noch gefeiert. Bekannt ist vor allem auch der Umzug zum Kinderfest in Neustadt bei Coburg, bei dem die Kinder sich schulklassenweise verkleiden und durch den Ort ziehen.